# Altoona (Wisconsin)
Altoona é uma cidade localizada no estado norte-americano de Wisconsin, no Condado de Eau Claire.

## Demografia
Segundo o censo norte-americano de 2000, a sua população era de 6698 habitantes. 
Em 2006, foi estimada uma população de 6416, um decréscimo de 282 (-4.2%).

## Geografia
De acordo com o United States Census Bureau tem uma área de 11,1 km², dos quais 10,6 km² cobertos por terra e 0,5 km² cobertos por água.

## Localidades na vizinhança
O diagrama seguinte representa as localidades num raio de 20 km ao redor de Altoona. 